# Aumpawan Suwannaphruk
Aumpawan Suwannaphruk, née le 14 février 1989, est une joueuse de pétanque thaïlandaise. 

## Palmarès

### Séniors

#### Championnat du Monde
Championne du monde
- Triplette 2013 (avec Thongsri Thamakord, Phantipha Wongchuvej et Nantawan Fueangsanit) :  Équipe de Thaïlande
- Triplette 2019 (avec Thongsri Thamakord, Phantipha Wongchuvej et Nantawan Fueangsanit) :  Équipe de Thaïlande
- Triplette 2021 (avec Thongsri Thamakord, Phantipha Wongchuvej et Nantawan Fueangsanit) :  Équipe de Thaïlande

Finaliste
- Triplette 2015 (avec Thongsri Thamakord, Phantipha Wongchuvej et Nantawan Fueangsanit) :  Équipe de Thaïlande

#### Jeux d'Asie du Sud-Est
Vainqueur
- Triplette mixte 2015
- Doublette mixte 2017

Finaliste
- Tête à tête 2011
- Triplette mixte 2013

#### Millau

##### Mondial à pétanque de Millau (2003-2015)
Finaliste
- Doublette 2014 (avec Nantawan Fueangsanit)